# بودنيك (شيطان)
بودنيك (بالإنجليزية: Błudnik)‏ هو شيطان في الأساطير السلافية، يسكن في منطقة أوزايس. قيل إنه جنوم مؤذ كان يضل الناس ويخدعهم في المستنقعات.